# Успасских, Виктор Викторович
Виктор Викторович Успасских (лит. Viktoras Uspaskichas; род. 24 июля 1959, Архангельская область) — литовский предприниматель и политический деятель, основатель и бывший лидер (2003—2006, 2007—2013, 2015, 2018—2022) Партии труда, депутат Европейского парламента в 2009—2012 и 2014—2024 годах.

## Биография
Родился в посёлке Урдома Ленского района Архангельской области в семье работника лесного хозяйства. Окончил Урдомскую среднюю школу (1976).
С 1976 года работал на строительстве газопровода «Сияние Севера». В 1977—1979 служил в Советской армии. После армии продолжил работать в той же сфере: строительство газопроводов. В Литовскую ССР впервые приехал в командировку в 1985 году на строительство газопровода в Паневежском районе.
С 1987 года работал на строительстве газопровода в Кедайняй. В 1991 году после восстановления независимости Литвы стал гражданином Литовской Республики.
В 1990 году учредил в Кедайняй закрытое акционерное общество «Efektas». В 1993—1996 директор ЗАО Vikonda, в 1996—2000 президент этого концерна.
По официальной биографии, окончил Московский институт народного хозяйства имени Плеханова (ныне Российский экономический университет имени Г. В. Плеханова) по специальности экономист (1993),
В 1999 году окончил магистратуру Каунасского технологического университета и поступил в докторантуру (2000).

## Предпринимательская деятельность
- с 1990 года — ЗАО „Efektas“.
- 1993—1996 — директор ЗАО Vikonda.
- 1996—2000 — президент концерна Vikonda (генеральный директор (2012) — Грикшас).

## Политическая деятельность
По результатам парламентских выборов 2000 года избран в Сейм. В 2000—2003 гг. — председатель комитета экономики в Сейме Литвы.
В октябре 2003 года создал Партию труда, получившую на выборах в Европейский парламент в июне 2004 года 5 из 13 выделенных Литве мест. Успех партии на парламентских выборах в октябре 2004 года позволил сформировать самую крупную фракцию в Сейме и ввести пятерых членов партии в правительство Литвы на посты министров юстиции, внутренних дел, здравоохранения, культуры и хозяйства (последний пост занимал сам Виктор Успасских).
В июне 2005 года, после решения Главной комиссии по служебной этике о нарушении Виктором Успасских закона о согласовании общественных и частных интересов на государственной службе, ушёл в отставку с поста министра хозяйства и отказался от своего места в Сейме Литвы, но продолжал возглавлять Партию труда.
Весной 2006 года руководство Партии труда было заподозрено в даче взяток депутатам Сейма Литвы, а сам Успасских — в подаче ложных сведений о доходах в налоговую инспекцию. В конце весны Успасских приостановил свои полномочия председателя партии, покинул Литву и переехал жить в Москву. Досудебное расследование относительно возможных финансовых преступлений Партии труда началось в мае 2006 года. Департамент государственной безопасности Литвы (ДГБ) начал расследование возможного финансирования Партии труда российскими спецслужбами.
Осенью 2007 года вернулся в Литву, арестован в аэропорту, год находился под домашним арестом. На состоявшемся 17 ноября 2007 съезде Партии труда Виктор Успасских вновь избран её председателем.
Избран от Партии труда на выборах в Европейский парламент, прошедших в Литве 7 июня 2009 года.
До 2013 года Успасских возглавлял Партию труда, входившую в блок правящих партий. Несмотря на инициируемые скандалы (неоднократно обвинения в коррупции и ведении «чёрной бухгалтерии»), это не помешало ему привести своих сторонников к победе на парламентских выборах в 2012 году.
В 2013 году Вильнюсский окружной суд вынес итоговое решение по длящемуся делу о «чёрной бухгалтерии» Партии труда. Успасских получил реальный срок — четыре года тюрьмы. После он обжаловал приговор. В феврале 2016 года Апелляционный суд Литвы вынес оправдательный вердикт, приговорив Успасских лишь к административному штрафу.
В 2014 году переизбран на выборах в Европейский парламент. После этого он отошёл от активной политической жизни, поскольку, как он сам признавался, «долгие годы борьбы с прокурорами, журналистами и представителями „системной власти“ сильно подточили его моральные силы».
В декабре 2015 года Успасских покинул пост председателя партии труда, оставаясь после этого почётным председателем.
В 2016 году Европейский суд по правам человека отклонил жалобу Успасских на то, что содержание под домашним арестом в 2007 году помешало ему участвовать в парламентских выборах на равных условиях.
В июле 2017 года депутат Европарламента Успасских вернулся в большую политику, восстановив своё членство в партии. В апреле 2018 года на партийном съезде вновь избран председателем партии. 14 июня 2022 года покинул пост председателя.